# Tom Werman
Tom Werman (Boston, Massachusetts) es un productor discográfico que estuvo asociado a Epic Records y A&R de 1970 a 1982. Produjo 23 álbumes que alcanzaron el estado de disco de oro y platino de artistas y bandas como Mother's Finest, Ted Nugent, Cheap Trick, Molly Hatchet, Blue Öyster Cult, Mötley Crüe, Twisted Sister, Stryper, Hawks, Kix, L.A. Guns y Poison. Trabajando con A&R para Epic Records, fichó a REO Speedwagon, Cheap Trick, Ted Nugent, Molly Hatchet y Boston para dicha disquera. Werman se convirtió en productor independiente en 1982 y continuó trabajando hasta 2001, cuando produjo la banda sonora para la película Rock Star, protagonizada por Mark Wahlberg y Jennifer Aniston. Otras bandas a las que ha producido Werman incluyen a The Producers, Jason & The Scorchers, Krokus, Lita Ford y Dokken.